# Idioma tsakonio
El griego tsakónico (en tsakonio: Τσακώνικα; Τσακωνική διάλεκτος o Τσακωνικά en neogriego), también llamado tsaconio o tzakonio, es una lengua griega hablada en Tsakonia, en el Peloponeso.  Es el único superviviente del dórico y está en peligro crítico de extinción, con unos pocos cientos de hablantes nativos, la mayoría de ellos ya de avanzada edad.

## Etimología
El tsakonio recibe el nombre de sus hablantes, los tsakonios, cuyo nombre se puede traducir como «laconios exteriores» (εξολακωνικοί).[cita requerida]

## Distribución geográfica

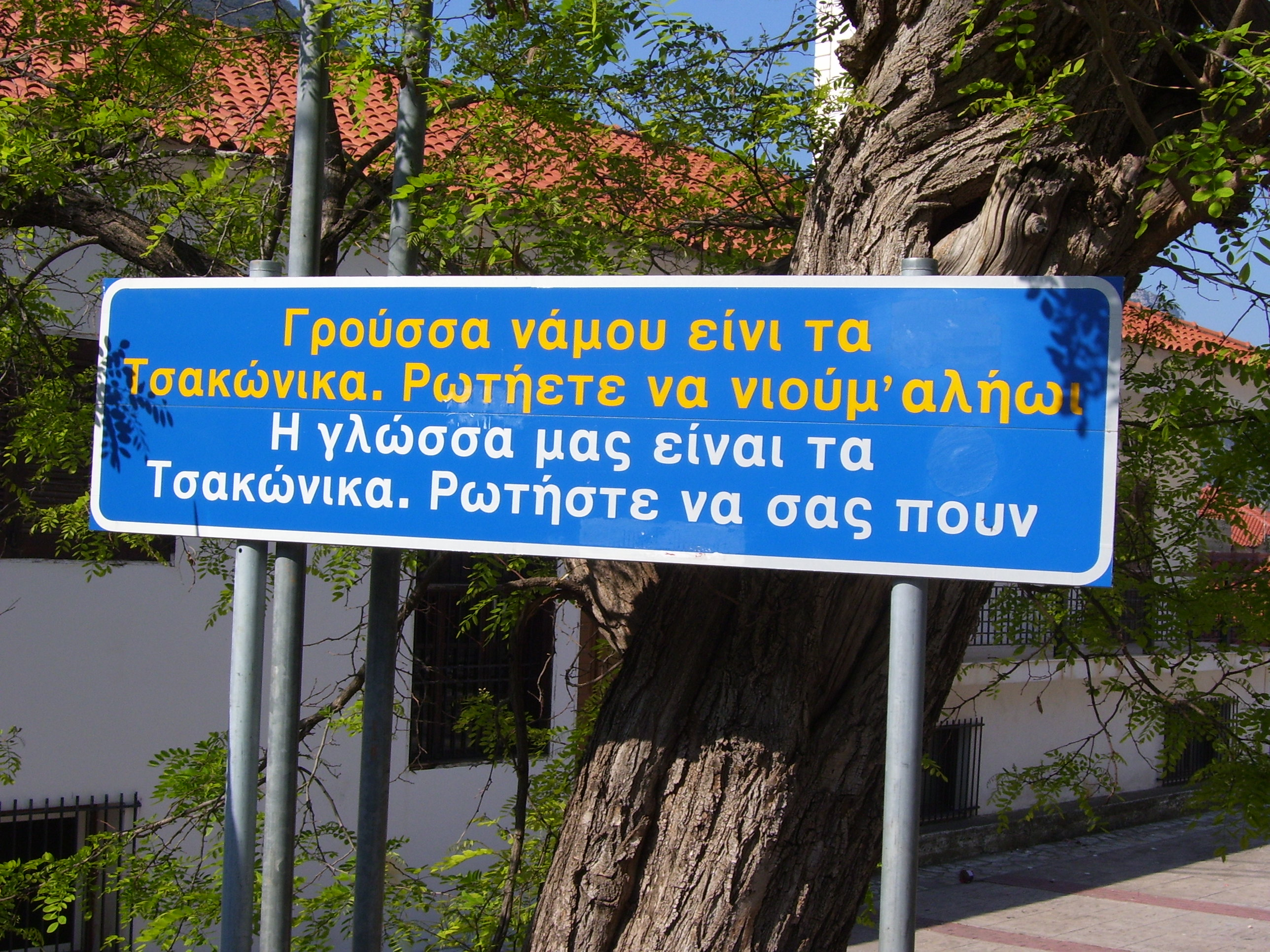
Cartel bilingüe tsakonio-griego moderno: "Nuestra lengua es el tsakonio. Pedid que os hablen".

El tsakonio se habla hoy en día en un grupo de pueblos en las montañas y valles del golfo Argólico, aunque en el pasado se hablaba también más al sur y este de donde se sigue hablando. Además, también llegó a hablarse en las costas de Laconia. Había una colonia de tsakonios en el mar de Mármara (dos pueblos cerca de Gönen: Vatika y Havoutsi), probablemente del siglo XVIII, aunque éstos fueron expulsados por la catástrofe de Asia Menor. El tsakonio propóntico se extinguió alrededor de 1970.
Las barreras geográficas, que impedían los viajes y las comunicaciones, mantuvieron a los tsakonios relativamente aislados del resto de Grecia hasta el siglo XIX, aunque se daban algunos intercambios comerciales entre los pueblos costeros. Acabada la guerra de Independencia de Grecia, aumentó la escolarización y el número de viajes, de manera que los hablantes del tsakonio quedaron menos aislados del resto de Grecia. Además, durante la guerra, Ibrahim Bajá de Egipto devastó la capital, Prastos, e hizo de Leonidio la nueva capital, reduciendo así el aislamiento. Se inició a partir de ese momento un notable descenso del número de hablantes nativos: de los 200 000 de entonces a entre los 200 y 1000 hablantes actuales.
Desde que se llevó la electricidad a todos los pueblos de la región de Tsakonia a finales de los años 50, los medios de comunicación griegos han alcanzado las áreas más remotas y afectan profundamente el habla de los más jóvenes. Los esfuerzos para reavivar el idioma mediante su aprendizaje en las escuelas locales no parece haber tenido un gran éxito. El griego moderno estándar es la lengua oficial del gobierno, del comercio y de la educación, y es posible que la continua modernización de la región de Tsaconia conduzca a la desaparición del idioma en algún momento del siglo XXI. 
El idioma se emplaza hoy en día en algunas poblaciones situadas en la ladera este de la sierra del Parnón, en la provincia de Kynouria, incluyendo las ciudades de Leonidio y Tyros, y los pueblos de Melana, Agios Andreas, Vaskina, Prastos, Sitaina y Kastanitsa.[cita requerida]

## Estatus oficial
El tsakonio no es una lengua reconocida por el gobierno de Grecia. Numerosos textos religiosos han sido traducidos al tsakonio, pero normalmente se usan los textos escritos en koiné, como el resto de Grecia. Además, el tsakonio se imparte en las escuelas de la zona.[cita requerida]

## Dialectos
Los estudios dividen el tsakonio en tres dialectos: el tsakonio del norte, el tsakonio del sur y el tsakonio de la Propóntide.
Otra diferencia entre el tsakonio y la variante demótica del Griego es su sistema verbal. El tsakonio conserva diferentes formas arcaicas, como una perífrasis de participio para el tiempo de presente. Ciertos complementos sintácticos y otras características adverbiales, presentes en el griego moderno estándar, no aparecen en tsakonio, excepción hecha del moderno που (/pu/) relativo, que toma la forma πφη (/pʰi/) en tsakonio (nota: la ortografía del tsakonio tradicional usa el dígrafo πφ para representar la aspirada /pʰ/). La morfología nominal es, en general, similar al griego moderno estándar, aunque el tsakonio tiende a apocopar la -ς final del nominativo de los sustantivos masculinos. Así, el tsakonio ο τσχίφτα (o tshífta) se corresponde con el estándar ο τρίφτης (o tríftis) "rallador". 
El dialecto de la Propóntide estaba mucho más influido por el dialecto moderno de Tracia y, aunque había notables diferencias gramaticales, su vocabulario era mucho más próximo al griego moderno estándar. Comparemos la palabra para agua de los dialectos tsakonios del norte y del sur, ύο (ýo, derivado del Griego Antiguo ὕδωρ) con el de la Propóntide, νερέ (neré), y con el estándar, νερό (neró). 
Sin embargo, siempre ha habido contactos con los hablantes del Griego Moderno estándar, de manera que el tsakonio se vio afectado por los vecinos dialectos griegos. Además, hay algunos préstamos léxicos del arbanita y el turco. El vocabulario básico es reconociblemente dórico, aunque los expertos disienten sobre la medida en que otros auténticos doricismos puedan ser encontrados. Sólo hay unos pocos cientos de verdaderos hablantes nativos hoy en día, principalmente ancianos, aunque hay muchos más que pueden hablar el tsakonio, por más que con poca fluidez.[cita requerida]

## Descripción lingüística

### Sonidos
Vocales:
- A [a] puede aparecer como reflejo del dórico [aː] en contextos donde el ático presentaba η [ɛː] y donde el Griego Moderno presenta [i]: αμέρα [a'mera] se corresponde con ημέρα [i'mera] "día"; στρατιώτα [strati'ota], con στρατιώτης [strati'otis]. "soldado".
- E [e] > [i] antes vocales: Βασιλήα [vasi'lia] en vez de βασιλέα [vasi'lea].
- O, ocasionalmente [o] > [u]: όφις ['ofis] > ούφις ['ufis] "serpiente" < ; στόμα ['stoma] > τθούμα [ˈtʰuma] "boca". [O] final > [e] tras coronales y vocales anteriores: όνος ['onos] > όνε ['one]; χοίρος ['xyros] > χιούρε ['xjure] "cerdo"; γραφτός [ɣrafˈtos] > γραφτέ [ɣrafˈte] "escrito"; χρέος ['xreos] > χρίε ['xrie] "deuda"; pero δρόμος [ˈðromos] > δρόμο [ˈðromo] "camino".
- Y, pronunciado en griego moderno [i], era [u] en dórico e [y] en ático. El reflejo de este fonema en tsakonio es [u], y [ju] detrás de coronales (sugiriendo un origen en [y]): σούκα ['suka], correspondiente al moderno σύκα ['sika] "higos", άρτoυμα ['artuma], correspondiente al moderno άρτυμα ['artima] "pan"; λύκος ['lykos] > λιούκο ['ljouko] [ˈʎuko] "lobo".
- Ω [ɔː] en griego antiguo deriva habitualmente en [u]: μουρήα [mu'ria] (antiguo μωρέα [mɔːˈrea], moderno μουριά [mur'ja]) "morera", αoύ [a'u] < λαλών [laˈlɔːn] "hablando".

(Nota: en tsakonio se enuncian los verbos mediante sus participios correspondientes, por lo tanto, se dan como derivados del antiguo participio en -ών).

### Consonantes
El tsakonio conserva en algunas palabras el sonido [w] arcaico, representado en algunos antiguos textos por la digamma (ϝ). En tsakonio, este sonido ha pasado a ser fricativo [v]: βάννε ['vane] "oveja", que se corresponde al antiguo ϝαμνός [wamˈnos] (ático ἀμνός). 
El tsakonio presenta frecuentes cambios provocados por palatalización:
- [k] > [tɕ] : κύριος [ˈkyrios] > τζιούρη [ˈtɕuri] "señor", ocasionalmente [ts]: κεφάλι [keˈfali] > τσουφά [tsuˈfa] "cabeza".
- [ɡ] > [dz] : αγγίζων [aŋˈɡizɔːn] > αντζίχου [anˈdzixu] "tocar".
- [p] > [c] : πηγάδι [piˈɣaði] > κηγάδι [ciˈɣaði] "bien".
- [t] > [c] : τυρός [tyˈros] > κιουρέ [cuˈre], ocasionalmente [ts]: τίποτα [ˈtipota] > τσίπτα [ˈtsipta] "nada", πίτα [ˈpita] > πίτσα [ˈpitsa] "pastel".
- [m] > [n] : Μιχάλης [miˈxalis] > Ν(ν)ιχάλη [niˈxali].
- [n] > [ɲ] : ανοίγων [aˈniɣɔːn] > ανοίντου [aˈɲindu] "abriendo".
- [l] > [ʎ] : ηλιάζων [iliˈazɔːn] > λιάζου [ˈʎazu] "tomar el sol".
- [r] > [ʒ] : ρυάκι [ryˈaki] > ρζάτζι [ˈʒatɕi] "arroyo".

En el tsakonio del sur se elimina [l] ante vocales posteriores y centrales: λόγος [ˈloɣos] > λόγo [ˈloɣo] (Norte), όγo [ˈoɣo] (Sur) "palabra"; λούζων [ˈluzɔːn] > λούκχου [ˈlukʰu] (Norte), ούκχου [ˈukʰu] (Sur) "bañando".
Ocasionalmente, [θ] > [s], que parece reflejar un proceso anterior en Laconio; en otros casos [θ] se mantiene, aunque la palabra esté ausente en el griego estándar: θυγάτηρ [θy'gatir] > σάτη ['sati] "hija", pero antiguo θύων [ˈθiɔːn] (griego moderno σφάζω ['sfazo]) > θύου ['θiu] "degollar, sacrificar".
Palabras acabadas en [s] > [r], que refleja un proceso anterior en Laconio; en tsakonio es un fonema de enlace. 
Palabra iniciada en [r] > [ʃ]: *ράφων [ˈrafɔːn] > σχαφου [ˈʃafu] "hacer una costura".
En los verbos comúnmente acabados en -ζω, [z] > [nd]: φωνάζων [foˈnazɔːn] > φωνιάντου [foˈɲandu] "gritar".
El tsakonio evita grupos consonánticos y los reduce a oclusivas y africadas aspiradas o prenasalizadas:
- [ðr, θr, tr] > [tʃ]: δρύας "dríada", άνθρωπος "ser humano", τράγος "cabra" [ˈðryas, ˈanθropos, ˈtraɣos] > τσχούα, άτσχωπο, τσχάο [ˈtʃua, ˈatʃopo, ˈtʃao].
- [sp, st, sθ, sk, sx] > [pʰ, tʰ, tʰ, kʰ, kʰ]: σπείρων "sembrando", ιστός "tejido", επιάσθη, ασκός "charlatán", ίσχων [ˈspirɔːn, isˈtos, epiˈasθi, asˈkos, ˈisxɔːn] > πφείρου, ιτθέ, εκιάτθε, ακχό, ίκχου [ˈpʰiru, iˈtʰe, eˈcatʰe, aˈkʰo, ˈikʰu].
- [mf, nθ, ŋx] > [pʰ, tʰ, kʰ]: ομφαλός "ombligo", γρονθία "puño", ρύγχος "bozal" [omfaˈlos, ɣronˈθia, ˈryŋxos] > απφαλέ, γροτθία, σχούκο [apʰaˈle, ɣroˈtʰia, ˈʃukʰo].
- [ks] > [ts]: ξερός [kseˈros] > τσερέ [tseˈre] "seco".
- [kt, xθ] > [tʰ]: δάκτυλο "dedo", δεχθώ "aceptar" [ˈðaktylo, ðexˈθɔː] > δάτθυλε, δετθού [ˈðatʰile, ðeˈtʰu].
- [l] después de consonante se convierte a menudo en [r]: πλατύ "piso", κλέφτης "ladrón", γλώσσα "lengua", αχλάδες "peras" [plaˈty, ˈkleftis, ˈɣlɔːsa, aˈxlaðes] > πρακιού, κρέφτα, γρούσα, αχράε [praˈcu, ˈkrefta, ˈɣrusa, aˈxrae].
- [rp, rt, rk, rð] > [mb, nd, ŋɡ, nd]: σκορπίος "escorpión", άρτος "pan", άρκα "arca", πορδή "flatulencia" [skorˈpios, ˈartos, ˈarka, porˈði] > κχομπίο, άντε, άγκα, πφούντα [kʰomˈbio, ˈande, ˈaŋɡa, ˈpʰunda].

[z, v] son añadidas entre vocales: μυία "musca", κυανός "azul" [my'ia, kyan'os] > μούζα ['muza], κουβάνε [ku'vane]. 
[ɣ, ð] a menudo sufren síncopa entre vocales: πόδας ['poðas] > πούα "pies", τράγος [ˈtraɣos] > τσχάο "cabra".

### Prosodia
| Canción original en tsakonio | Transliteración al alfabeto latino | Transcripción al AFI |
| --- | --- | --- |
| Πουλάτζι ἔμα ἐχα τθὸ κουιβί τσαὶ μερουτέ νι ἔμα ἐχα ταχίγα νι ἔμα ζάχαρι ποϊκίχα νι ἔμα μόσκο, τσαί ἁπό τὸ μόσκο τὸ περσού τσαὶ ἁπὸ τὰ νυρωδία ἑσκανταλίστε τὁ κουιβί τσ' ἑφύντζε μοι τ' αηδόνι. Τσ' ἁφέγκι νι ἔκει τσυνηγού μὲ τὸ κουιβί τθὸ χέρε. Ἔα πουλί τθὸν τόπο ντι ἔα τθα καϊκοιτζίαι, να ἄτσου τὰ κουδούνια ντι νἁ βάλου ἄβα τσαινούρτζα. | Poulátzi éma ékha tʰo kouiví tse merouté ni éma ékha takhíga ni éma zákhari poïkíkha ni éma mósko tse apó to mósko to persoú tse apó ta nirodía eskantalíste to kouiví ts' efíntze mi t' aïdóni. Ts' aféngi ni éki tsinigoú me to kouiví tʰo khére Éa poulí tʰon tópo nti, éa tʰa kaïkitzíe na átsou ta koudoúnia nti na válou áva tsenoúrtza. | puˈlatɕi ˈema ˈexa tʰo kwiˈvi tɕe meruˈte ɲ ˈema ˈexa taˈçiɣa ɲ ˈema ˈzaxaʒi po.iˈcixa ɲ ˈema ˈmosko tɕ aˈpo to ˈmosko to perˈsu tɕ aˈpo ta ɲiroˈði.a eskandaˈʎiste to kwiˈvi tɕ eˈfidze mi t a.iˈðoɲi tɕ aˈfeɲɟi ɲ ˈeci tɕiɲiˈɣu me to kwiˈvi tʰo ˈçere ˈe.a pouˈʎi tʰon ˈdopo di ˈe.a tʰa ka.iciˈtɕi.e n ˈatsu ta kuˈðuɲa di na ˈvalu ˈava tɕeˈnurdza |

| Griego moderno | Pronunciación en griego moderno | Transcripción al AFI |
| --- | --- | --- |
| Πουλάκι είχα στο κλουβί και μερομένο το είχα. το τάιζα ζάχαρι και το πότιζα μόσχο και από τον πολύ τον μόσχο και την μυρωδιά του εσκανταλίστη και το κλουβί και μου έφυγε τ' αϊδόνι Κι' ο αφέντης το κυνηγάει με το κλουβί στο χέρι: Έλα πουλί στον τόπο σου, έλα στην κατοικία σου ν' αλλάξω τα κουδούνια σου να βάλω άλλα καινούργια | Pouláki íkha sto klouví ke meroméno to íkha to táïza zákhari ke to pótiza móskho ke apó ton polí ton móskho ke tin mirodiá tou eskantalísti ke to klouví ke mou éfige t' aïdóni. Ki' o aféntis to kinigáï me to klouví sto khéri Éla poulí ston tópo sou, éla stin katikía sou n' allákso ta koudoúnia sou na válo álla kenoúrgia. | puˈlaci ˈixa sto kluˈvi ce meroˈmeno to ˈixa to ˈta.iza ˈzaxati ce to ˈpotiza ˈmosxo c aˈpo tom boˈli tom ˈmosxo ce tim miroˈðja tu eskandaˈlisti ce to kluˈvi ce mu ˈefiʝe t a.iˈðoni c o aˈfendis to ciniˈɣa.i me to kluˈvi sto ˈçeri ˈela pouˈli ston ˈdopo su ˈela stiŋ ɡatiˈci.a su n alˈakso ta kuˈðuɲa su na ˈvalo ˈala ceˈnurʝa |

Traducción al español
Un pajarillo yo tuve y en una jaula feliz lo guardé,
de comer le di azúcar y mosto de beber,
y de tanto mosto y de su tanta fragancia 
se embriagó y de la jaula y de mí escapó el ruiseñor.
Y el maestro lo persigue con la jaula en sus manos:
"Vuelve, pájaro, a tu lugar, vuelve a tu hogar,
que cambiaré tus campanas y otras nuevas te pondré".

### Fonotáctica
El tsakonio evita los grupos consonánticos, como hemos visto, y la [s] y [n] finales sufren apócope; como resultado, la estructura silábica en tsakonio tiende más a la combinación CV que en el griego estándar (el uso de los dígrafos en la ortografía tradicional tiende a oscurecer este hecho). Por ejemplo, el antiguo [ha'dros] "fuerte" pasar a ser en tsakonio [a.tʃe], donde /t͡ʃ/ puede ser considerado un único fonema; se escribe, tradicionalmente, con un trígrafo: ατσχέ (atskhé).

## Gramática
El tsakonio ha experimentado una considerable simplificación morfológica. Aquí se presenta una pequeña muestra: 
El presente y el imperfecto de indicativo están formados con participios, como en inglés, pero de manera distinta al resto de Grecia: el tsakonio ενεί αού, έμα αού -en inglés, "I am saying, I was saying" ("yo digo, yo decía", respectivamente)- es una construcción inexistente en el griego estándar. 
- Ενεί (Ení) = yo soy
- Εσεί (Esí) = tú eres
- Έννι (Éni) = él/ella es
- Έμε (Éme) = nosotros somos
- Έτε (Éte) = vosotros sois
- Είνι (Íni) = ellos son
- Έμα (Éma) = yo era
- Έσα (Esa) = tú eras
- Έκη (Éki) = él/ella era
- Έμαϊ (Émaï) = nosotros éramos
- Έταϊ (Étaï) = vosotros erais
- Ήγκιαϊ (Ígiaï) = ellos eran
- φερήκου (masculino) φερήκα (femenino) (feríkou/feríka) = yo traigo
- φερήκεις (feríkis) = tú traes
- φερήκει (feríki) = él/ella trae
- φερήκουντε (feríkoude) = nosotros traemos
- φερήκουτε (feríkoute) = vosotros traéis
- φερήκουσι (feríkousi) = ellos traen

## Sistema de escritura
Tradicionalmente, el tsakonio usó el alfabeto griego estándar, junto con dígrafos para representar ciertos fonemas que no se encuentran en el griego demótico, o que comúnmente no se encuentran en combinación con los mismos fonemas como lo hacen en tsakonio. Por ejemplo, el fonema [ʃ], que no se encuentra en el griego estándar, se produce en tsakonio y se pronuncia σχ (como x en catalán a inicio de palabra). 
Thanasis Costakis inventó una ortografía usando puntos, espíritus ásperos y el carón para sus trabajos. Finalmente, la [n] sin palatalizar y la [l] ante vocal anterior pueden ser escritas dobles para contrastar con la palatalizada correspondiente, escrita individualmente. Por ejemplo, en el tsakonio del sur: ένι ['eɲi] "él es", έννι ['eni] "yo soy" -esta segunda forma se corresponde al έμι ['emi] del norte y al είμαι ['ime] del griego estándar.
| Dígrafos | Costakis                               | AFI                   |
| -------- | -------------------------------------- | --------------------- |
| σχ       | σ̌                                      | ʃ                     |
| τσχ      | σ̓                                      | tʃ                    |
| ρζ       | ρζ                                     | rʒ                    |
| τθ       | τ̒                                      | tʰ                    |
| κχ       | κ̒                                      | kʰ                    |
| πφ       | π̒                                      | pʰ                    |
| τζ       | (Κ) τζ ̌ – τζ & τρζ ̌ — τρζ (Λ) τζ ̌ – τζ | (K) tɕ, trʒ (L) tɕ d͡ʒ |
| νν       | ν̇                                      | n (not ɲ)             |
| λλ       | λ̣                                      | l (not ʎ)             |

Nota: (K) es para el dialecto del norte de Kastanitsa y Sitaina; (Λ) y (L) para el del sur, que se habla en torno a Leonidio y Tyros.

## Ejemplos
| Español                    | Griego moderno            | Tsakonio (alfabeto griego) | Tsakonio (alfabeto latino) | Tsakonio (Costakis)      |
| -------------------------- | ------------------------- | -------------------------- | -------------------------- | ------------------------ |
| ¿Dónde está mi habitación? | Πού είναι το δωμάτιό μου; | Κιά έννι τθο όντα νι;      | Kiá éñi to óda ni?         | κιά έν̇ι τ̒ο όντα νι;      |
| ¿Dónde está la playa?      | Πού είναι η παραλία;      | Κιά έννι τθο περιγιάλλι;   | Kiá éñi to perigiálli?     | κιά έν̇ι α περιγιάλ̣ι;     |
| ¿Dónde está el bar?        | Πού είναι το μπαρ;        | Κιά έννι τθο μπαρ;         | Kiá éñi to bar?            | κιά έν̇ι τ̒ο μπαρ;         |
| ¡No me toques ahí!         | Μη μ' αγγίζεις εκεί!      | Μη' μ' αντζίτζερε όρπα!    | Mē' m'adzíchere órpa!      | Μαν με ατζ ̌ίτζερρε όρπα! |